# The Boyfriend
The Boyfriend (japonês: ボーイフレンド, Hepburn: Bōifurendo) é um reality show de namoro japonês da Netflix. É o primeiro programa de namoro entre pessoas do mesmo sexo do país. Estreou em 9 de julho de 2024. Em dezembro de 2024, foi anunciado que haveria uma segunda temporada.

## Formato
O show apresenta um elenco de 9 homens japoneses e do leste asiático que se identificam como gays ou bissexuais vivendo juntos em uma casa chamada "The Green Room". A cada dia, um membro do elenco é selecionado pelos produtores invisíveis do show para administrar um caminhão de café; esse membro do elenco pode selecionar um outro participante (com uma opção adicional de escolher outros dois mais tarde no show) para administrar o caminhão com eles naquele dia. O caminhão de café permite que os participantes aprofundem seu relacionamento sem interferência do resto do elenco, que permanece no Green Room e mantém a casa, relaxa ou socializa. Periodicamente, o elenco tem permissão para indicar quem eles gostariam de levar para um encontro mais convencional; cada participante recebe apenas um voto, e apenas correspondências mútuas podem ir ao encontro. O show não é uma competição e, portanto, nenhum participante é eliminado.
Periodicamente, o show corta para um painel de comentaristas presidido por Megumi, que discutem as ações e relacionamentos do elenco, e oferecem suas próprias opiniões sobre quem deve namorar quem. Eles também fornecem comentários e insights adicionais sobre homossexualidade no Japão e direitos LGBT no Japão.

## Produção

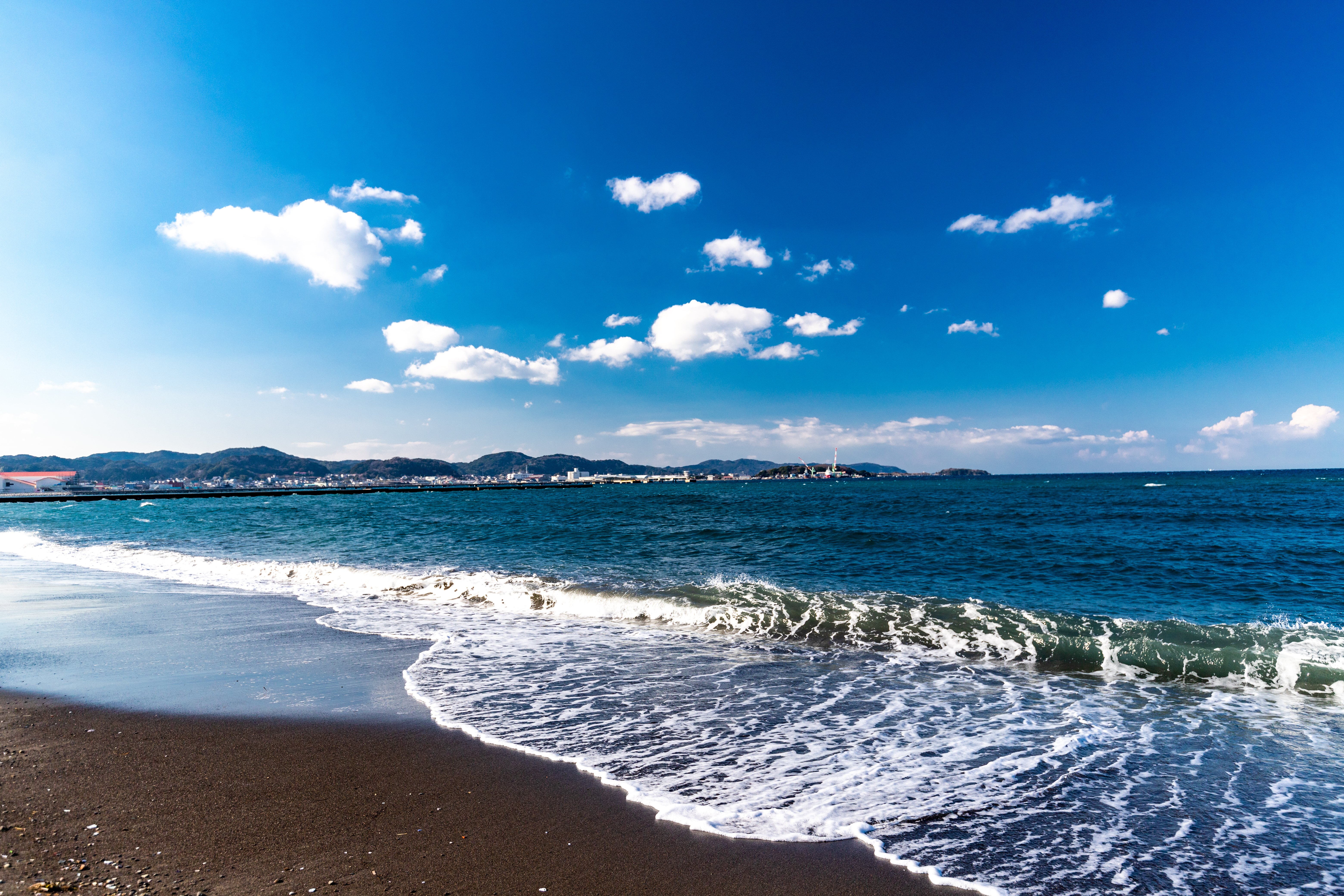
Praia Hojo em Tateyama

As filmagens começaram em outubro de 2023. O local das filmagens foi na cidade de Tateyama, Chiba. A casa "Green Room" é na verdade a Stay Ocean Tateyama localizada em 1207-33 Menuma, Tateyama, Chiba 294-0221.

## Episódios
| Temporada | Temporada | Episódios | Episódios | Originalmente exibido | Originalmente exibido |
| Temporada | Temporada | Episódios | Episódios | Estreia da temporada  | Final da temporada    |
| --------- | --------- | --------- | --------- | --------------------- | --------------------- |
|           | 1         | 10        | 10        | 9 de julho de 2024    | 30 de julho de 2024   |

### Temporada 1 (2024)
| Parte 1 |    |                                                |                     |         |
| 1 | 1  | "That Summer, I Fell in Love With Him"         | 9 de julho de 2024  | TBF-101 |
| Os meninos se mudam para uma casa de campo à beira-mar, compartilhando suas primeiras impressões. Enquanto faíscas voam e um novo rosto esquenta as coisas, um verão inesquecível começa.       |    |                                                |                     |         |
| 2 | 2  | "Getting to Know the Real You"                 | 9 de julho de 2024  | TBF-102 |
| O caminhão de café abre para negócios, e os meninos devem escolher seus parceiros de turno. Shun começa a se sentir desconfortável com uma descoberta inesperada.                               |    |                                                |                     |         |
| 3 | 3  | "A Kiss Would Make Things Clear"               | 9 de julho de 2024  | TBF-103 |
| Um novo membro agita as coisas. Enquanto o sol se põe, Shun revela seus verdadeiros sentimentos. Alguns sortudos podem ter um encontro — apenas se seus sentimentos forem mútuos.               |    |                                                |                     |         |
| Parte 2 |    |                                                |                     |         |
| 4 | 4  | "One Step Closer"                              | 16 de julho de 2024 | TBF-104 |
| Usak revela suas ansiedades. À medida que os preços dos alimentos aumentam, a crise do frango também aumenta. A popularidade de Kazuto provoca alguns dos garotos a fazerem movimentos ousados. |    |                                                |                     |         |
| 5 | 5  | "I Don't Need an Answer"                       | 16 de julho de 2024 | TBF-105 |
| Dois membros vão a um encontro noturno e se unem durante o jantar. Shun esclarece seus sentimentos. Após uma mudança emocionante, Usak faz um grande anúncio.                                   |    |                                                |                     |         |
| 6 | 6  | "Welcome to a Stormy Picnic"                   | 16 de julho de 2024 | TBF-106 |
| Inspirado pelas palavras de Usak, Gensei dá um passo à frente. Um novo rosto se junta ao grupo. Os meninos vão a um piquenique agitado com seu novo colega de casa.                             |    |                                                |                     |         |
| Parte 3 |    |                                                |                     |         |
| 7 | 7  | "There’s Nothing I Want Now"                   | 23 de julho de 2024 | TBF-107 |
| Com a chance de ter um desejo concedido, os garotos competem para ser o mais rápido corredor de kart. Dai tem uma conversa difícil. Ikuo parte para a ofensiva.                                 |    |                                                |                     |         |
| 8 | 8  | "Did You Wait Long? I’ve Been Waiting Forever" | 23 de julho de 2024 | TBF-108 |
| Enquanto bebem, o grupo compartilha suas diferentes experiências de coming-out. Com uma última chance para um encontro romântico, os garotos devem fazer sua escolha valer a pena.              |    |                                                |                     |         |
| Parte 4 |    |                                                |                     |         |
| 9 | 9  | "Accepting You No Matter What"                 | 30 de julho de 2024 | TBF-109 |
| Dai confia em alguns membros para pedir conselhos. As boas intenções de Ikuo saem pela culatra. Conforme as coisas esfriam, um anúncio surpresa deixa os meninos em lágrimas.                   |    |                                                |                     |         |
| 10 | 10 | "I Don't Want This to End"                     | 30 de julho de 2024 | TBF-110 |
| Um evento surpresa fortalece os laços dos garotos. No último dia, eles enfrentam confissões e choques. Que futuro eles escolherão para si mesmos?                                               |    |                                                |                     |         |

## Trilha sonora
A faixa "Dazed and Confused" de Bleach da banda indie coreana Glen Check foi escolhida como música tema. Outras músicas incluem "Golden Hour" (remix de Fujii Kaze) de Jvke e Fujii Kaze.

## Elenco

### Concorrentes
| Entrada | Nome              | Idade | Ocupação                    | Episódios |   |            |    |                         |      |
| ------- | ----------------- | ----- | --------------------------- | --------- | - | ---------- | -- | ----------------------- | ---- |
| Entrada | Nome              | Idade | Ocupação                    | Episódios | 1 | Dai (ダイ) | 23 | Estudante universitário | 1–10 |
| 2       | Taeheon (テホン)  | 34    | Designer de produto         | 1–10      |   |            |    |                         |      |
| 3       | Ryota (リョウタ)  | 28    | Modelo e barista            | 1–10      |   |            |    |                         |      |
| 4       | Gensei (ゲンセイ) | 34    | Cabeleireiro e maquiador    | 1–9       |   |            |    |                         |      |
| 5       | Shun (シュン)     | 23    | Artista e DJ                | 1–10      |   |            |    |                         |      |
| 6       | Kazuto (カズト)   | 27    | Chef de culinária japonesa  | 1–10      |   |            |    |                         |      |
| 7       | Usak (ユーサク)   | 36    | Dançarino go-go             | 1–5       |   |            |    |                         |      |
| 8       | Alan (アラン)     | 28    | Trabalhador de TI           | 3–10      |   |            |    |                         |      |
| 9       | Ikuo (イクオ)     | 22    | Trabalhador de hamburgueria | 6–10      |   |            |    |                         |      |

### Comentaristas
- Megumi
- Chiaki Horan
- Thelma Aoyama
- Durian Lollobrigida
- Yoshimi Tokui